# Johann Livornio Oschmann
Johann Livornio Oschmann, född 1764, död 11 oktober 1824, var en svensk valthornist vid Kungliga Hovkapellet i Stockholm. Han var också organist i Tyska S:ta Gertruds församling.

## Biografi
Johann Livornio Oschmann föddes 1764. Han anställdes 1796 som valthornist vid Kungliga Hovkapellet i Stockholm och slutade 1804. Oschmann var även organist vid Tyska kyrkan i Tyska S:ta Gertruds församling. Han avled 11 oktober 1824.